# Кузнецовське сільське поселення (Медведевський район)
Кузнецо́вське сільське поселення (рос. Кузнецовское сельское поселение) — муніципальне утворення у складі Медведевського району Марій Ел, Росія. Адміністративний центр — село Кузнецово.

## Населення
Населення — 2910 осіб (2019, 3093 у 2010, 3044 у 2002).

## Склад
До складу поселення входять такі населені пункти:
| Населений пункт        | Населення, осіб (2002) | Населення, осіб (2010) |
| ---------------------- | ---------------------- | ---------------------- |
| Єлемучаш, присілок     | 10                     | 10                     |
| Єсенейсола, присілок   | 63                     | 75                     |
| Кім, присілок          | 304                    | 302                    |
| Кузнецово, село        | 1696                   | 1672                   |
| Мам'ярово, присілок    | 47                     | 64                     |
| Нове Комино, присілок  | 521                    | 555                    |
| Оршасола, присілок     | 33                     | 47                     |
| Старе Комино, присілок | 257                    | 231                    |
| Шуашнур, присілок      | 0                      | 0                      |
| Юшково, присілок       | 113                    | 137                    |